# Скотники (гміна Озоркув)
Скотники (пол. Skotniki) — село в Польщі, у гміні Озоркув Зґерського повіту Лодзинського воєводства.
Населення — 146 осіб (2011).
У 1975-1998 роках село належало до Лодзинського воєводства.

## Демографія
Демографічна структура станом на 31 березня 2011 року:
|          | Загалом | Допрацездатний вік | Працездатний вік | Постпрацездатний вік |
| -------- | ------- | ------------------ | ---------------- | -------------------- |
| Чоловіки | 73      | 16                 | 50               | 7                    |
| Жінки    | 73      | 18                 | 33               | 22                   |
| Разом    | 146     | 34                 | 83               | 29                   |

## Відомі люди
- Барбара Брильська (*5 червня 1941, Скотники) — польська акторка театру та кіно.